# 内藤秀一郎
内藤 秀一郎（ないとう しゅういちろう、1996年〈平成8年〉5月14日 - ）は、日本の俳優。埼玉県出身。エイジアプロモーション所属。

## 略歴
高校の文化祭のミスターコンテストで3年連続で1位になり、上京して芸能界を目指すことを決意。2015年、読モBoys&Girlsオフィシャルチーム「FLASH TOKYO」のメンバーとなる。
俳優としては2018年、『星屑リベンジャーズ』でドラマ初出演。2020年、『仮面ライダーセイバー』の神山飛羽真 / 仮面ライダーセイバー役で主演を務めた。

## 人物
男3人兄弟の長男。好きな漫画は『東京卍リベンジャーズ』。高所恐怖症。
仮面ライダーシリーズは『仮面ライダークウガ』を最初に観て、『仮面ライダー龍騎』はカードとベルトを買ってもらって遊んでおり、『仮面ライダー電王』が一番ハマったという。

## 出演

### テレビドラマ
- 大恋愛〜僕を忘れる君と 第6話・第7話（2018年11月16日・23日、TBS） - 浅井 役
- 初めて恋をした日に読む話 第4話（2019年2月5日、TBS） - 鷲津 役
- 腐女子、うっかりゲイに告る。 第1話 - 第7話（2019年4月20日 - 6月1日、NHK総合） - 小野雄介 役[8]
- 都立水商！ 〜令和〜 第3話（2019年5月20日、毎日放送）
- 鈍色の箱の中で 第4話（2020年3月1日、テレビ朝日） - チャラ大学生 役[9]
- 仮面ライダーセイバー（2020年9月6日 - 2021年8月29日、テレビ朝日） - 主演・神山飛羽真 / 仮面ライダーセイバー 役[7]
- ホメられたい僕の妄想ごはん（2021年7月11日 -  9月26日、テレビ大阪） - 山建鋭治 役[10]
- しもべえ（2022年1月7日 - 3月25日、NHK総合） - 多田 役[11]
- もしも、イケメンだけの高校があったら（2022年1月15日 - 3月19日、テレビ朝日） - 一ノ瀬塁 役[12][13]
- 先輩、断じて恋では!（2022年6月17日 - 8月12日、MBS 他） - 主演・柳瀬淳 役（瀬戸利樹とダブル主演）[14]
- やんごとなき一族 第9話（2022年6月16日、フジテレビ） - ヤマト 役[15]
- 新・信長公記〜クラスメイトは戦国武将〜（2022年7月24日 - 9月25日、読売テレビ・日本テレビ） - 榊原康政 役[16]
- イケメン共よ メシを喰え 第5話（2022年8月7日、テレビ大阪・BSテレビ東京） - 幸太郎 役[17]
- 闇金ウシジマくん外伝 闇金サイハラさん 第2話・第4話（2022年9月27日・10月11日、MBS） - ホスト・麗雄斗 役
- TOKYO RAILWAY－東京こじらせ女－ #1（2022年9月27日、フジテレビ） - 林檎 役
- 祈りのカルテ 研修医の謎解き診察記録 第3話（2022年10月22日、日本テレビ） - 岡田俊一 役
- 私のシてくれないフェロモン彼氏 第6話（2022年12月21日、TBS） - 拓也 役[18]
- あなたは私におとされたい（2023年1月6日 - 2月17日、MBS 他） - 平野恭介 役[19]
- スタンドUPスタート 第3話（2023年2月1日、フジテレビ） - 御手洗光一 役[20]
- 凋落ゲーム（2023年2月8日 - 3月1日、フジテレビ） - 吉光幸太郎 役[21]
- とりあえずカンパイしませんか? 第1話（2023年3月2日、テレビ東京） - 龍 役[22]
- ホテルマン 東堂克生の事件ファイル～日光鬼怒川温泉殺人事件～（2023年3月18日、BS-TBS） - 鮫洲大輔 役[23]
- 波よ聞いてくれ 第1話（2023年4月21日、テレビ朝日） - 須賀光雄 役[24]
- サブスク彼女（2023年5月8日 - 6月26日、朝日放送テレビ） - ヨリ 役[25]
- こっち向いてよ向井くん（2023年7月12日 - 9月13日、日本テレビ） - 河西翔太 役[26]
- 転職の魔王様 第4話（2023年8月7日、関西テレビ・フジテレビ） - 岡山 役
- 猫カレ -少年を飼う-（2023年10月8日 - 12月24日、BSテレビ東京） - 鹿目圭斗 役[27]
- マイホームヒーロー（2023年10月25日 - 12月20日、MBS・TBS） - 麻取延人 役[28]
- パリピ孔明 第7話 - 最終話（2023年11月8日 - 29日、フジテレビ） - 夏目 役[29]
- ハイエナ 第4話（2023年11月10日、テレビ東京） - 国枝聡司 役
- アイドル失格（2024年1月13日 - 、BS松竹東急） - 立花廉 役[30]
- 消せない「私」-復讐の連鎖- 第5話 - 第6話（2024年2月3日・10日、日本テレビ） - 犬養 役
- お迎え渋谷くん（2024年4月2日 - 6月18日、関西テレビ・フジテレビ） - 神田隆平 役[31]
- 嗤う淑女（2024年7月27日 - 9月21日、東海テレビ・フジテレビ） - 青木真太郎 役[32]
- Qrosの女 スクープという名の狂気（2024年10月7日 - 12月9日、テレビ東京） - 日尾さとし 役[33]
- 海に眠るダイヤモンド（2024年10月20日 - 12月22日、TBS） - ミカエル 役[34]
- 新・暴れん坊将軍（2025年1月4日、テレビ朝日） - 蘭丸 役[35]
- 私の知らない私（2025年1月9日 - 3月20日、読売テレビ・日本テレビ） - 相沢蒼馬 役[36]
- あなたを奪ったその日から 第4話 - 最終話（2025年5月12日 - 6月30日、関西テレビ・フジテレビ） - 鳥谷陸翔 役[37]
- スティンガース 警視庁おとり捜査検証室 第5話（2025年8月19日、フジテレビ） - 野間英司 役[38]

### ウェブドラマ
- 星屑リベンジャーズ（2018年7月23日 - 9月24日、AbemaTV） - 前沢太一 役[6]
- 僕なら、泣かせたりなんかしない（2019年2月18日 - 3月29日、ソシャドラ） - 和樹 役[39]
- アリバイ崩し承ります特別編 時計屋探偵とお祖父さんのアリバイ 後編（2020年3月14日、AbemaTV）
- 仮面ライダーシリーズ
  - TTFC産直シアター 仮面ライダーセイバー（2020年12月27日・2021年6月13日・11月7日、東映特撮ファンクラブ） - 主演・仮面ライダーセイバー 役
  - 仮面ライダーセイバー×ゴースト（2021年5月23日、東映特撮ファンクラブ） - 主演・神山飛羽真 / 仮面ライダーセイバー 役（西銘駿とダブル主演）[40]
  - 仮面ライダースペクター×ブレイズ（2021年6月27日、東映特撮ファンクラブ） - 神山飛羽真 役
- 私たちに、明日はある。（2021年8月30日 - 9月9日、ABEMA） - 池田康太 役
- イケメン道〜美南学園物語〜（2022年1月15日 - 3月19日、TELASA） - 一ノ瀬塁 役[41]
- 結婚するって、本当ですか（2022年10月7日、Amazon Prime Video） - 大沢亮二 役[42]
- プロ彼女の条件 芸能人と結婚したい女たち（2024年4月23日・10月、BUMP）- 清田和沙 役[43][44]
  - プロ彼女の条件 芸能人と結婚したい女たち2（2024年10月9日 - 、全30話、BUMP）- 清田和沙 役[5]
  - プロ彼女の条件 芸能人と結婚したい女たち シーズン3（2025年8月6日配信予定、BUMP） - 清田和沙 役[45]
- なんで私まで神説教!?（2025年6月14日、Hulu） - 大河内 役[46]
- おままごと〜結婚は人生の墓場ですか?〜（2025年7月1日 - 、FOD SHORT）[47]

### 映画
- 午前0時、キスしに来てよ（2019年12月6日、松竹） - 桐谷ナオト 役[48]
- 仮面ライダーシリーズ（東映） - 主演・神山飛羽真 / 仮面ライダーセイバー 役
  - 劇場短編 仮面ライダーセイバー 不死鳥の剣士と破滅の本（2020年12月18日）[49]
  - セイバー+ゼンカイジャー スーパーヒーロー戦記（2021年7月22日）[50]
  - 仮面ライダー ビヨンド・ジェネレーションズ（2021年12月17日）[51]
- 映画 マイホームヒーロー（2024年3月8日、ワーナー・ブラザース映画） - 麻取延人 役[28][52]
- 映画 おいハンサム!!（2024年6月21日、東宝）[53]

### オリジナルビデオ
- 仮面ライダーシリーズ - 主演・神山飛羽真 / 仮面ライダーセイバー 役
  - てれびくん超バトルDVD 仮面ライダーセイバー 集え！ヒーロー!!爆誕ドラゴンてれびくん（2021年）
  - 仮面ライダーセイバー 深罪の三重奏（2022年5月11日、東映ビデオ）[54]

### 舞台
- ギャル卒!!（2017年8月3日 - 8月6日、恵比寿・エコー劇場）
- 伏魔殿（2017年4月20日 - 4月23日、新宿THEATER BRATS）
- The Red Moon night−月が飛ぶ夜−（2017年2月22日 - 2月26日、新宿村LIVE）

### ウェブ番組
- 真夏のオオカミくんには騙されない（2017年7月22日 - 9月23日 、AbemaTV）
- FC町田ゼルビアをつくろう〜ゼルつく〜（2019年3月 - 、AbemaTV） - 執行部

### ウェブアニメ
- 別冊 仮面ライダーセイバー 短編活動萬画集 第1集（2021年2月1日、東映特撮ファンクラブ） - 神山飛羽真 役

### その他のテレビ番組
- 東京GOOD!（2020年1月13日 - 、テレビ東京） - ナビゲーター
- ZIP!（2022年9月2日 - 30日、日本テレビ） - 金曜パーソナリティ[55]
- NHK短歌（2023年4月 - 、NHK Eテレ） - レギュラー出演者[56]

### CM
- バンダイナムコエンターテインメント「仮面ライダー シティウォーズ」（2020年） - ナレーション[57]
- 大塚製薬「オロナミンCドリンク」（2021年）
- ロート製薬「素肌みたいな恋がしたい」（2023年）[58]

### ゲーム
- 仮面ライダー シティウォーズ（2020年、iOS / Android） - 仮面ライダーセイバー 役[59]
- 仮面ライダーバトル ガンバライジング（2020年、アーケード） - 仮面ライダーセイバー 役[60]
- 仮面ライダーバトル ガンバレジェンズ（2023年、アーケード） - 仮面ライダーセイバー 役

### PV
- Have a Nice Day!「わたしを離さないで」（2018年）[61]
- saji「ハヅキ」

### 雑誌連載
- street Jack 元専属モデル
- Samurai ELO
- Popteen
- CHOKi CHOKi
- HR
- Ranzuki

### 玩具
- 仮面ライダーセイバー トライク変形 DXガトライクフォン（2020年10月） - 神山飛羽真 / 仮面ライダーセイバー 役
- 仮面ライダーセイバー DX火炎剣烈火 サウンドアップデートエディション（2020年11月） - 神山飛羽真 / 仮面ライダーセイバー 役
- 仮面ライダーセイバー DX刃王剣クロスセイバー（2021年6月） - 神山飛羽真 / 仮面ライダーセイバー 役
- 仮面ライダーセイバー DX究極大聖剣 火炎剣烈火・水勢剣流水・雷鳴剣黄雷 エンブレムセット（2022年2月） - 神山飛羽真 / 仮面ライダーセイバー 役
- 仮面ライダーセイバー DXワンダーオールマイティワンダーライドブック（2022年2月） - 神山飛羽真 / 仮面ライダーセイバー 役

## 作品

### 写真集
- 一（2023年12月1日、光文社）[62]

### 参加楽曲
| 発売日        | 商品名                                           | 歌                                       | 楽曲                  | 備考                                                        |
| ------------- | ------------------------------------------------ | ---------------------------------------- | --------------------- | ----------------------------------------------------------- |
| 2021年9月29日 | 仮面ライダーセイバー SONG BEST                   | 内藤秀一郎、山口貴也、青木瞭             | 「Rewrite the story」 | テレビドラマ『仮面ライダーセイバー』挿入歌                  |
| 2022年6月22日 | 仮面ライダー 50th Anniversary TV THEME SONG BEST | 川津明日香、内藤秀一郎、山口貴也、青木瞭 | 「Bittersweet」       | オリジナルビデオ『仮面ライダーセイバー 深罪の三重奏』主題歌 |